# Butlonos
Butlonos (Tursiops) – rodzaj wodnych ssaków z podrodziny Delphininae w obrębie rodziny delfinowatych (Delphinidae).

## Rozmieszczenie geograficzne
Rodzaj obejmuje gatunki występujące we wszystkich wodach świata.

## Morfologia
Długość ciała 190–380 cm, noworodków 84–140 cm; masa ciała 136–635 kg.

## Systematyka
Rodzaj zdefiniował w 1843 roku angielski zoolog John Edward Gray w publikacji własnego autorstwa zatytułowanej Lista okazów ssaków w kolekcji Muzeum Brytyjskiego. Jednak nazwa którą Gray nadał nowemu taksonowi okazała się młodszym homonimem innego rodzaju waleni opisanego w 1822 roku, dlatego w 1855 roku francuski paleontolog i entomolog Paul Gervais nadał rodzajowi delfinów nową nazwę. Gatunkiem typowym jest (oznaczenie monotypowe) butlonos zwyczajny (T. truncatus).

### Etymologia
- Tursio: łac. tursio, nazwa użyta przez Pliniusza na określenie rodzaju ryby przypominającej delfina[11]. Gatunek typowy: Delphinus truncatus G. Montagu, 1821.
- Tursiops (Thursiops): rodzaj Tursio J.E. Gray, 1843; gr. ωψ ōps, ωπος ōpos ‘wygląd’[11].
- Gudamu: nazwa gadamu oznaczająca w telugu delfina[12]. Gatunek typowy (oznaczenie monotypowe): Delphinus gudamu R. Owen, 1866 (= Delphinus truncatus G. Montagu, 1821).
- Tursiodelphis: łac. tursio, nazwa użyta przez Pliniusza na określenie rodzaju ryby przypominającej delfina; gr. δελφις delphis, δελφινος delphinos ‘delfin’[5]. Takson warunkowy, proponowany dla Tursiops australis[d].

### Podział systematyczny
Do rodzaju należą następujące występujące współcześnie gatunki:
| Grafika | Gatunek            | Autor i rok opisu  | Nazwa zwyczajowa   | Podgatunki         | Rozmieszczenie geograficzne | Podstawowe wymiary                | Status IUCN |
| ------- | ------------------ | ------------------ | ------------------ | ------------------ | --- | --------------------------------- | ----------- |
|         | Tursiops truncatus | (G. Montagu, 1821) | butlonos zwyczajny | 3 podgatunki       | umiarkowane i tropikalne wody całego świata, generalnie na północ do 45° N, ale dociera do Wysp Owczych na północnym Oceanie Atlantyckim, na południe do Nowej Zelandii i południowej Argentyny          | DC: 190–380 cm MC: 135–635 kg     | LC          |
|         | Tursiops erebennus | (Cope, 1865)       |                    | gatunek monotypowy | wody przybrzeżne i ujścia rzek wzdłuż zachodniego wybrzeża północnego Oceanu Atlantyckiego, od Nowego Jorku po wschodnie wybrzeże półwyspu Floryda                                                       | DC: do 286 cm brak danych         | NE          |
|         | Tursiops aduncus   | (Ehrenberg, 1833)  | butlonos indyjski  | gatunek monotypowy | od ciepłych, umiarkowanych do tropikalnych wód Indo-Pacyfiku, od Południowej Afryki, Morza Czerwonego i Zatoki Perskiej na wschód po Archipelag Malajski, południowa Japonię, Wyspy Salomona i Australię | DC: około 270 cm MC: około 230 kg | NT          |

Kategorie IUCN:  LC  – gatunek najmniejszej troski,  NT  – gatunek bliski zagrożenia;  NE  – gatunki niepoddane jeszcze ocenie.
Opisano również gatunek wymarły z miocenu i pliocenu dzisiejszych Włoch:
- Tursiops osennae Simonelli, 1911